# Ahmed Bahar
Pour les articles homonymes, voir Bahar.
Ahmed Bahar (en arabe : أحمد بحر), né en 1949 à Gaza où il est mort le 17 novembre 2023, est un homme politique palestinien, membre du bureau politique du Hamas, premier vice-président du Conseil législatif palestinien et président (en) par intérim de ce dernier après l'arrestation d'Aziz Doweik en octobre 2023.
Blessé lors d'une attaque aérienne israélienne dans le cadre de la guerre contre le Hamas, Bahar meurt le 17 novembre 2023 à l'âge de 74 ans.